# Anne Bragance
Anne Bragance (* 1945 in Casablanca) ist eine französische Schriftstellerin.
Sie wuchs in Marokko auf und ging mit 16 Jahren nach Paris. 1973 veröffentlichte sie ihren ersten Roman: Tous les desespoirs vous sont permis.

## Werke
- 1973: Tous les désespoirs vous sont permis, Flammarion
- 1975: La Dent de rupture, Flammarion
- 1977: Les Soleils rajeunis, Seuil
- 1978: Changement de cavalière, Seuil
- 1979: Clichy sur pacifique, Seuil
- 1983: Une valse noire, Seuil
- 1983: Le Damier de la reine, Mercure de France
- 1983: L'Été provisoire, Mercure de France
- 1984: Virginia Woolf ou la Dame sur le piédestal, Editions des femmes
- 1985: Charade, Mercure de France
- 1986: Bleu indigo, Grasset
- 1989: La Chambre andalouse, Grasset
- 1991: Annibal, Laffont
- 1992: Le Voyageur de noces, Laffont
- 1993: Une journée au point d'ombre, Laffont
- 1994: Le Chagrin des Resslingen, Julliard
- 1995: Mata Hari, Belfond
- 1996: Les Cévennes, Equinoxe
- 1996: Rose de pierre, Julliard
- 1998: La Correspondante anglaise, Stock
- 1999: Le Fils-récompense, Stock
- 2001: Le Lit, Actes Sud
- 2003: Casus Belli, Actes Sud
- 2004: La Reine nue, Actes Sud
- 2005: Une enfance marocaine, Actes Sud
- 2005: L'Heure magique de la fiancée du pickpocket, Mercure de France
- 2005: Danseuse en rouge, Actes Sud
- 2007: Un goût de soleil, Nil.
- 2008: Passe un ange noir, Mercure de France.
- 2009: Une succulente au fond de l’impasse, Mercure de France.
- 2011: Une affection de longue durée, Mercure de France.
- 2012: Solitudes, Presses de la Cité.
- 2014: Mata Hari, Belfond
- 2015: Remise de peines, Mercure de France.